# Mistrovství světa v basketbalu žen 1959
3. mistrovství světa  v basketbalu žen proběhlo v dnech 10. – 18. října v Moskvě v Sovětském svazu.
Turnaje se zúčastnilo osm družstev. Hrálo se v jedné skupině, systémem každý s každým. Mistrem světa se stalo družstvo Sovětského svazu. Šampionát probíhal na Ústředním stadiónu V. I. Lenina v Lužnikách. V důsledku studené války bylo mistrovství ovlivněno neúčastí zemí ze "západní" Evropy a Ameriky.

## Výsledky a tabulka
|    |                | URS   | BUL   | TCH   | YUG   | POL   | ROM   | HUN   | PRK   | V | P | Skóre   | B  |
| 1. | SSSR           | ***   | 51:38 | 59:46 | 80:42 | 67:45 | 70:39 | 51:29 | 89:24 | 7 | 0 | 467:263 | 14 |
| 2. | Bulharsko      | 38:51 | ***   | 54:47 | 67:52 | 62:48 | 64:37 | 70:41 | 48:42 | 6 | 1 | 403:318 | 13 |
| 3. | Československo | 46:59 | 47:54 | ***   | 79:43 | 76:61 | 55:38 | 80:53 | 84:50 | 5 | 2 | 467:358 | 12 |
| 4. | Jugoslávie     | 42:80 | 52:67 | 43:79 | ***   | 42:35 | 40:38 | 48:49 | 50:47 | 3 | 4 | 317:395 | 10 |
| 5. | Polsko         | 45:67 | 48:62 | 61:76 | 35:42 | ***   | 52:45 | 62:40 | 59:38 | 3 | 4 | 362:370 | 10 |
| 6. | Rumunsko       | 39:70 | 37:64 | 38:55 | 38:40 | 45:52 | ***   | 63:49 | 52:41 | 2 | 5 | 312:371 | 9  |
| 7. | Maďarsko       | 29:51 | 41:70 | 53:80 | 49:48 | 40:62 | 49:63 | ***   | 62:57 | 2 | 5 | 323:431 | 9  |
| 8. | KLDR           | 24:89 | 42:48 | 50:84 | 47:50 | 38:59 | 41:52 | 57:62 | ***   | 0 | 7 | 299:444 | 7  |

 Československo -  Polsko 76:61 (48:32)
10. října 1959 - Moskva

 Rumunsko -  KLDR 52:41 (24:18)
10. října 1959 - Moskva

 Bulharsko -  Maďarsko 70:41 (43:18)
10. října 1959 - Moskva

 SSSR -  Jugoslávie 80:42 (35:23)
10. října 1959 - Moskva

 Československo -  Rumunsko 55:38 (34:26)
11. října 1959 - Moskva

 Maďarsko -  Jugoslávie 49:48 (24:25)
11. října 1959 - Moskva

 SSSR -  Polsko 67:45 (40:27)
11. října 1959 - Moskva

 Bulharsko -  KLDR 48:42 (24:28)
12. října 1959 - Moskva

 Polsko -  Rumunsko 52:45 (27:30)
12. října 1959 - Moskva

 SSSR -  Maďarsko 51:29 (25:15)
12. října 1959 - Moskva

 Jugoslávie -  KLDR 50:47 (27:24)
13. října 1959 - Moskva

 Bulharsko -  Československo 54:47 (27:24)
13. října 1959 - Moskva

 SSSR -  KLDR 89:24 (47:12)
14. října 1959 - Moskva

 Bulharsko -  Rumunsko 64:37 (32:15)
14. října 1959 - Moskva

 Polsko -  Maďarsko 62:40 (36:19)
14. října 1959 - Moskva

 Československo -  Jugoslávie 79:43 (45:21)
14. října 1959 - Moskva

 Jugoslávie -  Rumunsko 40:38 (22:13)
15. října 1959 - Moskva

 SSSR -  Československo 59:46 (28:24)
15. října 1959 - Moskva

 Maďarsko -  KLDR 62:57 (27:31)
16. října 1959 - Moskva

 Bulharsko -  Polsko 62:48 (31:20)
16. října 1959 - Moskva

 Polsko -  KLDR 59:38 (26:14)
17. října 1959 - Moskva

 SSSR -  Rumunsko 70:39 (37:18)
17. října 1959 - Moskva

 Československo -  Maďarsko 80:53 (38:28)
17. října 1959 - Moskva

 Bulharsko -  Jugoslávie 67:52 (44:26)
17. října 1959 - Moskva

 Československo -  KLDR 84:50 (50:22)
18. října 1959 - Moskva

 Rumunsko -  Maďarsko 69:43 (42:24)
18. října 1959 - Moskva

 Jugoslávie -  Polsko 42:35 (22:20)
18. října 1959 - Moskva

 SSSR -  Bulharsko 51:38 (21:16)
18. října 1959 - Moskva

## Soupisky
1.  SSSR
| - Nina Maximilanová - Skaidrite Smildsinaová - Valentina Kostikovová - Maret Otsaová | - Nina Posnanskaja - Raisa Kuzněcovová - Ene Kitsingová - Jurate Doktorajteová | - Nina Arciševskaja - Nina Jerjominaová - Galina Jaroševskaja - Helena Bitnereová |

- Trenér: Stepas Butautas.

2.  Bulharsko
| - Nitula Borisova - Blagovesta Cengelieva - Dobrina Cambasova - Jelena Gospodinova | - Kristina Gjoseva - Todorka Kusova - Jermila Popova - Vesela Popova | - Rajna Rangelova - Todorka Smedovska - Todorka Vasileva - Vanja Vojnova |

- Trenér: Dimitr Mitev.

3.  Československo
| - Jaroslava Dubská - Věra Horáková - Dagmar Hubálková - Zdeňka Kočandrlová | - Ludmila Ordnungová - Eva Křížová - Vlasta Brožová - Stanislava Theissigová | - Jarmila Šulcová - Valéria Tyrolová - Milena Vecková - Julie Žižlavská - Helena Adamírová |

- Trenér: Svatopluk Mrázek, Ján Hluchý